# Pliotrema kajae
Pliotrema kajae is een vissensoort uit de familie van de zaaghaaien (Pristiophoridae). De wetenschappelijke naam van de soort is voor het eerst geldig gepubliceerd in 2020 door Weigmann, Gon, Leeney & Temple. De soort komt voor langs de zuidwestkust van Madagaskar en op het Maskarenenplateau ten noorden van Réunion.